# Zbigniew Janik
Zbigniew Janik (ur. 1955 w Olkuszu) – polski malarz i ilustrator specjalizujący się w tematyce lotniczej i technicznej (pojazdy, militaria). Autor okładek dla wydawnictw Ligi Obrony Kraju; Małego Modelarza, Modelarza, Planów Modelarskich w latach 1977-1989. Autor malarskiego cyklu Poczet Szybowców Polskich publikowanego cyklicznie od 2010 roku w Kalendarzu Szybowcowym. Odznaczony tytułem i odznaką Zasłużony Działacz Lotnictwa Sportowego.